# Спок
Спок (англ. Spock) — вигадана особа, персонаж науково-фантастичного телевізійного серіалу «Зоряний шлях». Уперше Спок з'явився вже в першому епізоді оригінального серіалу. У франшизі він спочатку є офіцером з науки, пізніше першим офіцером (при капітані Кірку) на кораблі «Ентерпрайз NCC-1701», пізніше капітан корабля. Він є наполовину вулканцем, наполовину людиною. Змішана людсько-вулканська природа Спока є важливим елементом сюжету в багатьох появах персонажа. Разом із капітаном Джеймсом Т. Кірком (якого грає Вільям Шатнер) і доктором Леонардом МакКоєм (якого грає Дефорест Келлі) він є одним із трьох центральних персонажів оригінального серіалу «Зоряний шлях» і фільмів на його основі. Після відставки з активної служби в Зоряному флоті Спок служив послом Федерації, а пізніше взяв участь у невдалій спробі врятувати планету Ромул від наднової, що призвело до того, що він прожив решту свого життя в паралельному всесвіті. В оригінальному серіалі, анімаційному серіалі, 8 фільмах франшизи, а також 2 епізодах серіалу «Зоряний шлях: Наступне покоління» роль Спока зіграв Леонард Німой. Кілька акторів зіграли Спока після Німоя у продовженні «Зоряного шляху»; найостаннішим з них став Ітан Пек, який зіграв Спока у другому сезоні серіалу «Зоряний шлях: Дискавері» та в серіалах «Зоряний шлях: Короткі подорожі» і «Зоряний шлях: Дивні нові світи». Крім того, Закарі Квінто зіграв Спока в альтернативній реальності в художніх фільмах «Зоряний шлях» (вийшов на екрани в 2009 році), «Стартрек: Відплата» (вийшов на екрани в 2013 році) і «Стартрек: За межами Всесвіту» (вийшов на екрани в 2016 році). Незважаючи на те, що дія цих 3 фільмів розгортається у вищезазначеній паралельній реальності, Леонард Німой з'являється в перших двох фільмах як Спок початкової хронології серіалу.
Окрім серіалів і фільмів із франшизи «Зоряний шлях», Спок також фігурував у низці романів, коміксів і відеоігор. Поява на екрані Німоя в ролі Спока зробила значний вплив на культуру, і принесло йому 3 номінації на премію «Еммі». Публічне сприйняття Німоя як Спока було настільки сильним, що обидві його автобіографії, «Я не Спок» (1975 рік) і «Я Спок» (1995 рік), були написані ним з точки зору співіснування з персонажем.

## Поява

### Передумови
Історія Спока, народженого в сім'ї вулканця Сарека (якого грав Марк Ленард) і землянки Аманди Грейсон (яку грала Джейн Ваєтт), описана в кількох епізодах оригінального серіалу, фільмі «Зоряний шлях» 2009 року та епізоді анімаційного серіалу «Часовий портал». Його змішане походження призвело до важкого дитинства; чистокровні вулканські діти неодноразово знущалися над ним на Вулкані, щоб розпалити емоції його людської природи. Деякий час він ріс поряд зі своїм старшим зведеним братом Сайбоком, поки старшого брата не вигнали за те, що він відмовився від вулканської логіки. У серіалі «Зоряний шлях: Дискавері» з'ясовується, що у Спока є прийомна сестра Майкл Бернем. Згідно з епізодом оригінального серіалу «Час шаленства», Спок у дитинстві був заручений з Т'Прінг (яку грала Арлін Мартел).
Сарек підтримав наукові дослідження Спока та його вступ до Вулканської академії наук, про що згадувалося в епізоді оригінального серіалу «Вавилонський рейс». У фільмі «Зоряний шлях» 2009 року Спок відмовляється від вступу до Вулканської академії наук на тій підставі, що вони ніколи повністю не сприймуть когось, хто був лише наполовину вулканцем. Незважаючи на те, що цей фільм, як і інші пізніші фільми, побудований на альтернативній хронології франшизи, сценарист Роберто Орсі заявив, що, на його думку, на дії Спока не вплинули зміни в цій хронології, тому вони відбувалися б так само, як в оригінальній хронології. Оскільки Спок не вступив до Вулканської академії наук, і натомість висловив бажання приєднатися до Зоряного флоту, він не розмовляв зі своїм батьком протягом наступних 18 років.

### «Клітка» і перший сезон
Спок з'явився в ролі наукового офіцера на «Ентерпрайз NCC-1701» у першому пілотному епізоді оргінального серіалу «Клітка». У той час він не був показаний на телебаченні, але події цього епізоду були показані в двосерійному епізоді «Звіринець» першого сезону оригінального, де були описані попередні 11 років служби Спока на «Ентерпрайзі». Спок був одним із членів команди, яка разом із капітаном Крістофером Пайком (якого грав Джефрі Хантер) висадилась на планету Талос IV для розслідування сигналу лиха. Спок також з'являвся у другому пілотному епізоді «Куди не ступала нога людини», який транслювався як третій епізод оригінального серіалу. Під час подій цього епізоду Спок занепокоївся ризиком для корабля з боку лейтенанта-командера Гарі Мітчелла (якого грав Гарі Локвуд), і запропонував можливі рішення капітану Джеймсу Т. Кірку (якого грав Вільям Шетнер).
Найранішою появою Спока в серіалі була поява в епізоді «Пастка», першому офіційному епізоді оригінального серіалу. Коли йому потрібно нокаутувати злу версію Кірка в епізоді «Ворог усередині», він використовує вулканський нервовий захват. Спок і головний інженер корабля Монтгомері Скотт (якого грав Джеймс Дуган) разом діють, щоб об'єднати добру та злу версії капітана, які були розділені після аварії транспортера. Під час епізоду «Мірі» він виявляється єдиним членом десантної групи, який має імунітет до хвороби, що вражає дорослих людей на планеті. Однак він розуміє, що, ймовірно, є носієм хвороби, і може заразити весь «Ентерпрайз», якщо повернеться. Лікарю Леонарду МакКою (якого грає Дефорест Келлі) вдається винайти ліки, що дозволяє всім членам екіпажу повернутися на корабель.

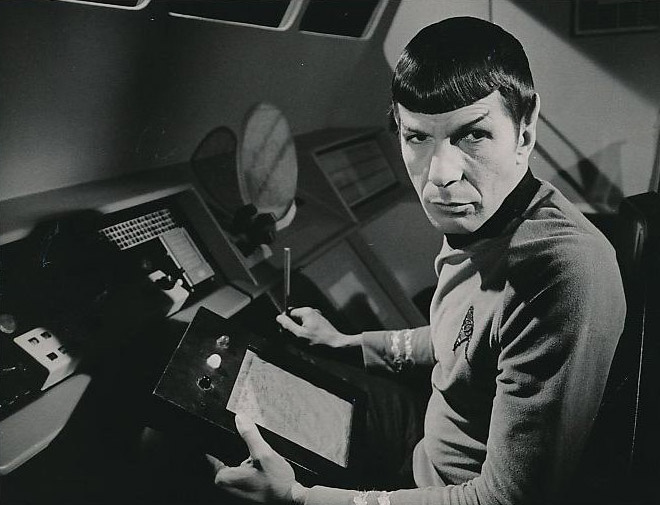
Спок за пультом шаттла на «USS Enterprise»

Коли Саймон ван Гелдер в епізоді «Кинджал розуму» виходить на капітанський місток, озброєний фазером, Спок підпорядковує його нервовим захватом. Пізніше він проводить злиття розумів з ван Гелдером під час розслідування подій у сусідній колонії. Після того, як електроенергія в колонії вимикається, а захисне силове поле зникає, Спок очолює команду з порятунку Кірка. Спок також проводив злиття розумів з Крістофером Пайком (якого грає Шон Кенні) в епізоді «Звіринець». Пайк був підвищений до капітана флоту, але потрапив у нещасний випадок, який спричинив серйозні опіки, та прикував його до інвалідного візка, а спілкування Пайка було обмежено відповідями «так/ні» через пристрій, підключений до його хвиль мозку. Спок вчиняє заколот і направляє корабель на заборонену планету Талос IV. Він розповідає про події епізоду «Клітка» під трибуналом Кірку, Пайку та коммодору Хосе І. Мендесу. Коли «Ентерпрайз» прибув на планету, виявилося, що Мендес — талосіанська ілюзія. У той же час справжній Мендес спілкується із Зоряним флотом, даючи дозвіл на транспортування Пайка на планету, і всі звинувачення зі Спока знімаються.

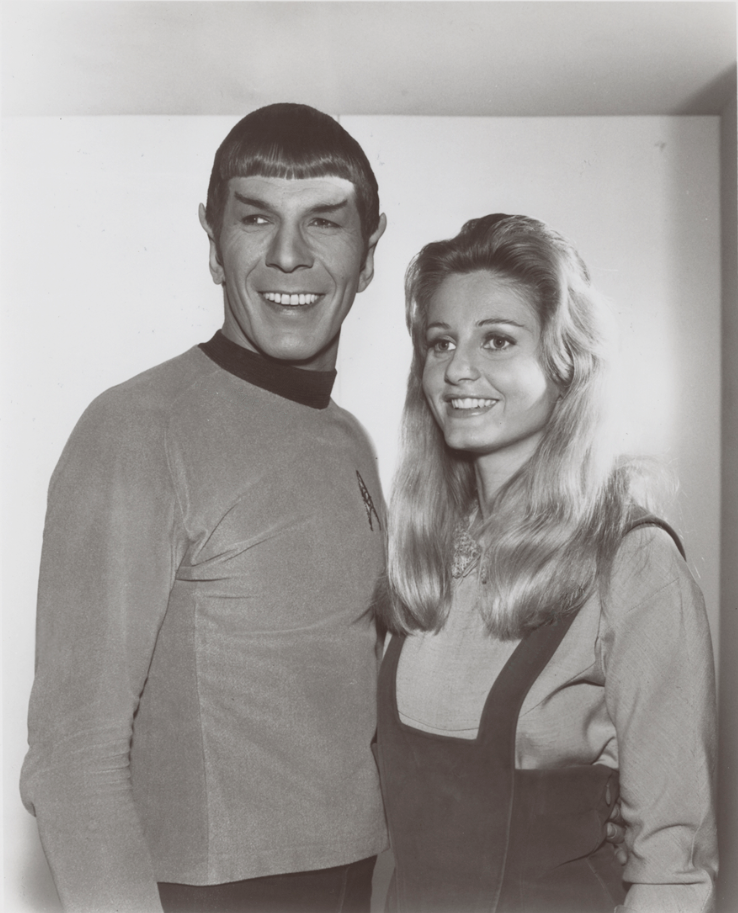
Спок з Лейлою Каломі

В епізоді «Рівновага страху» у той час, коли «Ентерпрайз» знаходиться під загрозою, та коли стає відомо про схожу на Спока зовнішність іншопланетян, Спок звинувачується лейтенантом Стайлзом у тому, що він знає про ромуланців більше, ніж він про це говорить. Спок припускає, що вони є відгалуженням вулканської раси. Він рятує «Ентерпрайз», вивівши з ладу ромуланську фазерну станцію, і при цьому рятує життя Стайлза. В епізоді «Галілей-VII» Спок очолює десантну групу на човнику «Галілео», який пошкоджено та збито з курсу перед тим, як приземлитися на планеті Таурус II. Лейтенант Бома критикує захоплення Спока зброєю тубільців після смерті лейтенанта Латімера від їх рук. Після того, як головний інженер корабя використовує блоки живлення фазерів групи, щоб забезпечити достатньо енергії, щоб повернути пошкоджений човник на орбіту, Спок вирішує скинути та підпалити паливо, що залишилося, щоб привернути увагу «Ентерпрайза». Ця процедура пройшла успішно, і екіпаж шатла був врятований.
Спок відновив стосунки з Лейлою Каломі в епізоді «Ця сторона раю» після того, як приєднався до групи висадки на планету Омікрон Сеті III. Після впливу спор планети Спок починає проявляти емоції, та відновлює свої романтичні стосунки із Каломі. Вплив спор на нього виліковується після того, як Кірк спричинює в нього гнів, і, звільнившись від наслідків дії спор, Спок може ініціювати рішення, яке зцілює решту членів екіпажу. Спок намагається зробити злиття розумів з негуманоїдною істотою Хорта в епізоді «Диявол у темряві», хоча спочатку запропонував Кірку вбити цю істоту. Після другого злиття розумів Спок встановлює порозуміння з Хортою, та зумів встановити мир між інопланетянами та сусідньою колонією. Спок разом із Кірком вели партизанську війну проти окупаційних клінгонських сил на планеті Органія аж до укладення Органіанського мирного договору в епізоді «Місія милосердя». Щоб не допустити змін хронології історичних подій, Спок перебував з Кірком у Нью-Йорку 1930-х років у епізоді «Місто на краю вічності». Він використовує технологію того періоду для взаємодії зі своїм трикодером протягом того часу, які вони проводять в минулому перед тим, як стати свідком смерті Едіт Кілер.

### Другий і третій сезони оригінального серіалу

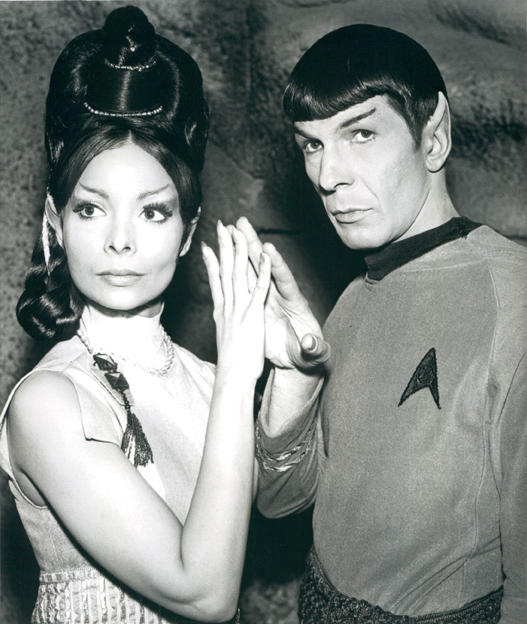
Спок з Т'Прінг

У першому епізоді другого сезону оригінального серіалу «Час шаленства» у Спока виникає пон-фарр, вулканський гормональний дисбаланс, і він повинен пройти ритуальне спаровування протягом наступних 8 днів, інакше він може померти. Кірк не слухається наказів Зоряного флоту, та веде «Ентерпрайз» на планету Вулкан, щоб Спок міг пройти ритуал спаровування. Коли вони прибувають на планету, Спок зустрічається зі своєю нареченою Т'Прінг. Вона має більше бажання бути зі Стонном, чистокровним вулканцем. Але вона вимагає ритуального бою кал-іф-фі, і обирає Кірка своїм захисником, який несвідомо погоджується на бій на смерть зі Споком. Лікар Маккой переконує Т'Пау дозволити йому ввести Кірку якийсь препарат, щоб полегшити адаптацію в розрідженішій атмосфері Вулкану, та зробити бій чесним. Починається бій, і Спок отримує перемогу, вбиваючи Кірка. Маккой наказує терміново транспортувати Кірка відразу до лікарні, а Т'Прінг сказала Споку, що все це була логічна гра, яка дозволила їй бути зі Стонном незалежно від результату. Позбувшись впливу пон-фарр, Спок повертається на «Ентерпрайз», де він виявляє, що Маккой ввів Кірку паралізуючу речовину, яка просто допомогла симулювати його смерть, і що капітан був живий.

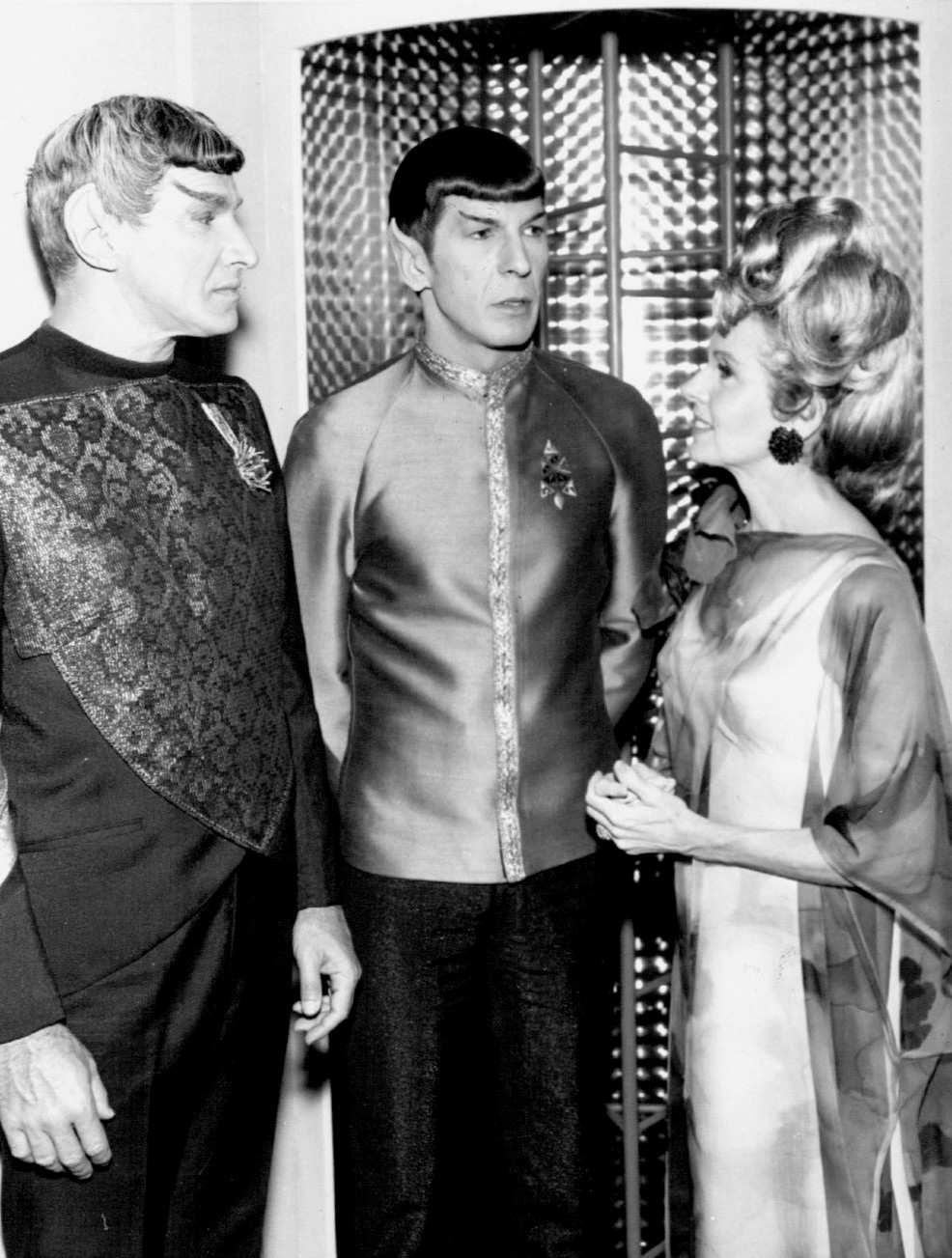
Спок зі своїми батьками, Сареком і Амандою

Під час зустрічі з космічним зондом «Nomad» в епізоді «Перевертень» Спок зливається з машиною. Кірк зупиняє злиття, коли розуміє, що цей контакт починає змінювати особистість Спока. Після аварії з транспортером в епізоді «Дзеркало, дзеркало», яка переносить Кірка, Маккоя, Ухуру та Скотта до дзеркального всесвіту, та міняє їх місцями з їх відповідниками, вони стикаються з іншою версією Спока. Відповідник Спока має бороду, і він починає підозрювати членів екіпажу, які раптово змінилися, і за наказом Зоряного флоту намагається вбити Кірка. Дзеркальний Спок втрачає свідомість, і йому надає допомогу Маккой, а інші прямують до транспортера, щоб спробувати повернутися до свого всесвіту. Спок прокидається і проводить злиття розумів з Маккоєм, щоб дізнатися, чому Кірк не наказав його вбити. Дізнавшись про те, що сталося, він погоджується допомогти членам екіпажу з іншого всесвіту повернутися до себе, і керуючи транспортером, Кірк просить його взяти ситуацію під контроль, і врятувати не лише корабель, а земну імперію свого всесвіту від краху в руках тиранів. Перехід був успішним, і члени екіпажів повертаються до своїх відповідних всесвітів.

### Фільми франшизи
На початку фільму «Зоряний шлях», який вийшов на екрани в 1979 році, Спок більше не служить у Зоряному флоті, він пішов у відставку та повернувся додому, щоб займатися вулканською філософією колінар. Не в змозі завершити ритуал колінар після того, як він відчув прихід В'гера, він повертається до Зоряного флоту, щоб допомогти екіпажу «Ентерпрайза» в їх місії. На початку фільму «Зоряний шлях 2: Гнів Хана», який вийшов на екрани в 1982 році, Спок підвищений до рангу капітана, та є командиром «Ентерпрайза». Наприкінці фільму він передає свою катру — сукупність своїх спогадів і досвіду — Маккою, а потім жертвує собою, щоб врятувати корабель і його команду від Хана Нуньєн Сінгха (якого грав Рікардо Монтальбан). У наступному фільмі серії «Зоряний шлях 3: У пошуках Спока», який вийшов на екрани в 1984 році, дія зосереджується на пошуках членів екіпажу «Ентерпрайза» тіла Спока, після того, як вони дізнались, що він може воскреснути за допомогою матриці буття. Наприкінці фільму відроджене тіло Спока возз'єднується з його катрою. Наступного разу Спока можна побачити у фільмі «Зоряний шлях 4: Подорож додому», який вийшов на екрани у 1986 році, де показано його відновлення після наслідків воскресіння. Врятувавши разом зі своїми товаришами планету Земля, Спок примиряється зі своїм батьком, який переглянув свою думку щодо життєвого вибору Спока та його друзів. У фінальній сцені фільму він приєднується до екіпажу нещодавно прийнятого на службу «USS Enterprise-A» під командуванням Кірка. У фільмі «Зоряний шлях 5: Останній кордон», який вийшов на екрани в 1989 році, Спок з екіпажем «Ентерпрайза» протистоять його зведеному брату, ренегату Сайбоку. У фільмі «Зоряний шлях 6: Невідкрита країна», який вийшов на екрани в 1991 році, екіпаж «Ентерпрайза» зайнятий на місії по запобіганню вибуху війни між Федерацією та Клінгонською імперією. Спок у фільмі служить спеціальним посланником з укладення миру з клінгонами після того, як стихійне лихо позбавило їх засобів до існування.

### Зоряний шлях: Наступне покоління
Після періоду, протягом якого знімальна група уникала згадок про деякі аспекти оригінального серіалу, Спока згадали по імені в в епізоді «Сарек» серіалу «Зоряний шлях: Наступне покоління». Виконавчий продюсер Майкл Піллер пізніше описав цю подію як «прорив, який дозволив нам відкрити двері, що дозволило нам почати приймати наше минуле». Спок з'являється в серіалі в епізоді з двох частин п'ятого сезону «Об'єднання». Події епізоду розгортаюся через 75 років після подій фільму «Зоряний шлях 6: Невідкрита країна», та присвячені спробі посла Федерації Спока возз'єднати ромуланців із їхніми вулканськими братами. Зйомки фільму збігалися зі зйомками цього епізоду, і в епізоді згадується роль Спока у фільмі. Хоча початкова кампанія Спока щодо об'єднання провалилася, він вирішив таємно залишитися на Ромулусі, щоб допомогти руху опору.

### Фільми альтернативної часової лінії

#### Зоряний шлях (фільм 2009 року)

Закарі Квінто в ролі Спока у фільмі «Зоряний шлях» 2009 року

Наступна поява Спока у франшизі «Зоряний шлях» відбулась у фільмі «Зоряний шлях» 2009 року. Леонард Німой отримав право на затвердження кастингу на роль Спока, та підтримав вибір Закарі Квінто на цю роль. Під час ретроспекції фільму, дія якої відбувається через 19 років після подій епізоду п'ятого сезону серіалу «Зоряний шлях: Наступне покоління» «Об'єднання», і як показано в міні-серіалі коміксів «Star Trek: Countdown», посол Спок (якого грає Німой) обіцяє ромуланцям, що використає технологію Вулкана, щоб врятувати їх від наднової, яка загрожує знищити їхню імперію. Він керує вдосконаленим зорельотом, оснащеним червоною речовиною, потужною речовиною, здатною створювати штучні чорні діри. Місія стала лише частково успішною, і після цього Спока переслідує в минуле ромуланець Нерон (якого грає Ерік Бана), якого зводить з розуму втрата його рідного світу та сім'ї, що дає початок подіям фільму.
У перших кадрах фільму корабель Нерона з'являється в 2233 році, і внаслідок його взаємодії з мешканцями цього періоду ненавмисно створює альтернативний, паралельний всесвіт Зоряного шляху. Через 25 років, у новій реальності, з'являється корабель Спока, і Нерон захоплює його разом із червоною матерією. Застрягши в альтернативному минулому, основна версія Спока допомагає альтернативній, молодшій версії себе та Кірка (яких грали Закарі Квінто та Кріс Пайн відповідно) перешкодити спробі Нерона знищити Федерацію.
У фільмі також у кількох сценах, що зображують дитинство Спока, грає Джейкоба Когана, включно зі сценами із жорстоким поводженням зі Споком з боку інших вулканських дітей через його змішане походження, та його стосунки з батьками (яких грають Бен Кросс і Вайнона Райдер). У фільмі також зображено перші сутички Кірка та Спока в Академії Зоряного флоту, та поступовий розвиток їхньої дружби, заснованої на спільній взаємній повазі, яку Спок-старший назвав «… дружбою, яка визначить їх обох у спосіб, яким вони ще не можуть усвідомлювати». Основна зміна в характеристиках порівняно з основною шкалою часу полягає у стосунках альтернативного Спока з альтернативною Ухурою (яку грає Зої Салдана), його колишньою ученицею. Наприкінці фільму молодий Спок вирішує залишитися в Зоряному флоті, а його старша версія залишається в зміненому всесвіті, щоб допомогти вцілілим вулканським біженцям, оскільки Нерон знищив Вулкан, рідну планету Спока.

#### Стартрек: Відплата
У фільмі «Стартрек: Відплата» описується, що Спок основної часової лінії живе на Новому Вулкані, тоді як альтернативна версія Спока залишається на борту «Ентерпрайза», борючись із втратою рідного світу, та будує стосунки з Ухурою та Кірком. Спок ледь не гине, захищаючи планету від виверження вулкана, але Кірк порушує Верховну директиву та рятує його. Спок зв'язався зі Споком альтернативної часової лінії на «Ентерпрайзі», щоб дізнатися подробиці про Хана. Спок основної часової лінії спочатку нагадує своїй копії, що він не буде втручатися в події в альтернативній часовій лінії. Зважаючи на це, він потім повідомляє Споку, що Хан був небезпечною людиною та найбільшою загрозою, з якою будь-коли стикався «Ентерпрайз» у його власній часовій шкалі, і попереджає, що він, ймовірно, такий же небезпечний і в альтернативній часовій шкалі. Коли його запитали, чи зазнав поразки Хан, Спок основної часової лінії відповів, що зрештою він зазнав поразки, але дорогою ціною (маючи на увазі події фільму «Зоряний шлях 2: Гнів Хана»). Коли Кірк отримує високу дозу радіації та помирає на очах у Спока (транспонована паралель подій у головній часовій шкалі, де Спок помирає на очах у Кірка), розлючений і мстивий Спок намагається вбити Хана, щоб помститися за Кірка, перш ніж Ухура повідомила йому, що регенеруюча кров Хана може оживити Кірка. Майже через рік Спок залишається офіцером з науки Кірка та першим офіцером, оскільки «Ентерпрайз» відправляється у свою першу п'ятирічну місію дослідження далекого космосу. У фільмі «Стартрек: Відплата» відбулась остання поява Леонарда Німоя в ролі Спока основної часової лінії, а також останньою роллю в його кар'єрі. Він помер у 2015 році, незадовго до початку зйомок фільму «Стартрек: За межами Всесвіту».

#### Стартрек: За межами Всесвіту
У фільмі «Стартрек: За межами Всесвіту» Спок отримує повідомлення про те, що посол Спок (Спок основної часової лінії) помер. Під впливом цього Спок згодом каже Маккою, що має намір залишити Зоряний флот, щоб продовжити роботу посла у Новому Вулкані. Наприкінці фільму Спок отримує коробку з деякими особистими речами посла Спока, і, розмірковуючи над фотографією старшої команди «Ентерпрайза» з оригінальної хронології серіалу, він вирішує залишитися в Зоряному флоті.

### Зоряний шлях: Дискавері

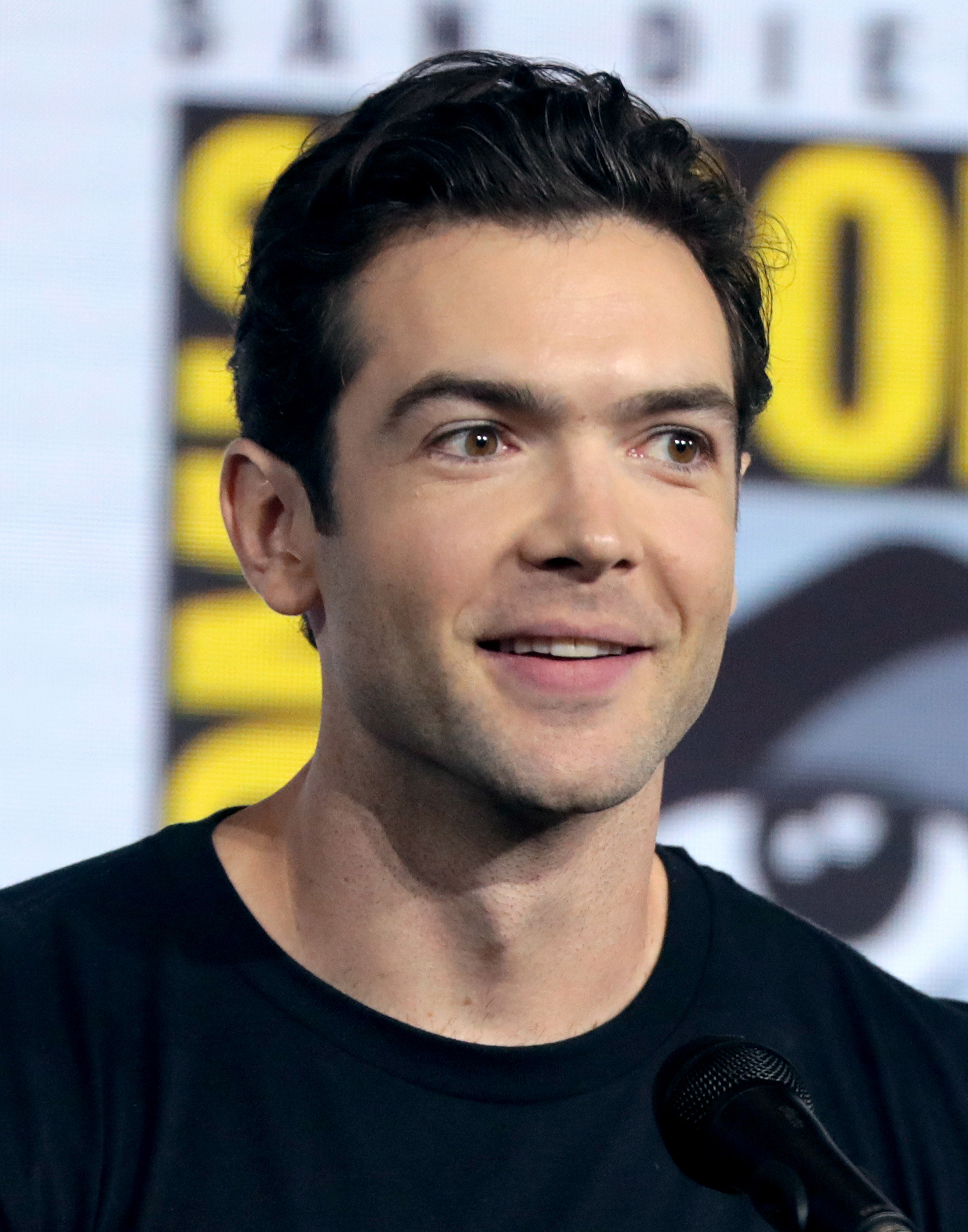
Ітан Пек зіграв Спока у серіалах «Зоряний шлях: Дискавері» та «Зоряний шлях: Дивні нові світи».

У серпні 2018 року було повідомлено, що Ітан Пек приєднається до акторського складу серіалу «Зоряний шлях: Дискавері» в ролі Спока у другому сезоні серіалу, у якому зображує Спока, молодшого за інтерпретації персонажа Німоя та Квінто, оскільки дія серіалу відбувається за кілька років до подій оригінального телесеріалу і фільмів альтернативної часової лінії. На момент його появи в серіалі «Зоряний шлях: Дискавері» Спок є лейтенантом, і служить під керівництвом капітана Крістофера Пайка на «Ентерпрайзі». Через травму, яку Спок отримав після того, як побачив «Червоного ангела», він перебуває у відпустці з «Ентерпрайза», та перебуває під психіатричним наглядом. Його прийомна сестра Майкл Бернем намагається допомогти йому одужати.
У вступі до епізоду другого сезону серіалу «Якщо працює пам'ять» використовуються архівні кадри Німой у ролі Спока з невипущеного пілотного епізоду «Клітка», а епізод третього сезону «Об'єднання-3» знову використовує архівні кадри Німоя із епізоду серіалу «Зоряний шлях: Наступне покоління» «Об'єднання-2». Остання поява є голографічним записом із записів Жана-Люка Пікара, і її показують Майкл Бернем після її подорожі до ХХІ століття, часів, коли ромуланці та вулканці пам'ятають посла Спока як причину свого возз'єднання на планеті Ні'Вар, нещодавно перейменованої на Вулкан.

### Зоряний шлях: Короткі подорожі
У 2019 році було повідомлено, що персонаж Спок, якого зіграє Ітан Пек, з'явиться у двох епізодах серіалу «Зоряний шлях: Короткі подорожі» разом із капітаном Пайком. Він з'явився в цій ролі в епізодах «Q&A» і "Скажи «Ні».

### Зоряний шлях: Дивні нові світи
У травні 2020 року було повідомлено, що Спок (якого гратиме Ітан Пек) буде персонажем серіалу «Зоряний шлях: Дивні нові світи» разом із капітаном Пайком (якого гратиме Енсон Маунт) і номером один/Уною (яку гратиме Ребекка Ромейн).

## Розробка персонажу

### Оригінальний серіал
Найдавніша згадка про Спока зареєстрована під час розмови між творцем «Зоряного шляху» Джином Родденберрі та актором Гарі Локвудом, у якій Локвуд запропонував на цю роль Леонарда Німоя. Раніше всі троє працювали разом над серіалом Родденберрі «Лейтенант» в епізоді «У найвищих традиціях». Родденберрі погодився на цю ідею, але від нього вимагали прослуховування інших акторів на роль. У той час Родденберрі хотів запропонувати Дефореста Келлі на роль лікаря в пілотному фільмі «Клітка», але як керівники NBC, так і режисер Роберт Батлер хотіли, щоб Келлі зіграв Спока. Родденберрі запропонував роль і Келлі, і Мартіну Ландау, але вони обидва відмовилися. Коли цю роль запропонували Німою, він погодився, хоча побоювався вигляду персонажа, який ще не був визначений.
12 листопада 2006 року під час інтерв'ю телеканалу TV Land під час марафону до 40-річчя «Зоряного шляху» Леонард Німой заявив, що першим вибором Джина Родденберрі на роль Спока був Джордж Ліндсі. Через те, як Німой легковажно зробив цей коментар, припускали, що він пожартував. Твердження про те, що Ліндсі запропонували роль, набуло більшої достовірності, коли близький друг Ліндсі Ернест Боргнайн написав у своїй автобіографії: «Моя рука до Бога — він відмовився від ролі Спока в телесеріалі „Зоряний шлях“, ролі, яка прославила Леонарда Німоя».

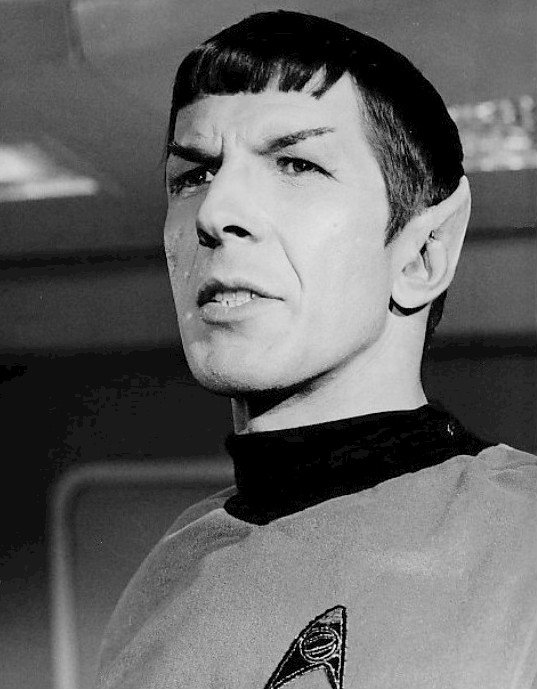
Німой в ролі Спока в 1967 році

Персонаж еволюціонував від металевої пластини в шлунку, через яку він ковтав енергію, до напівмарсіанина в оригінальному варіанті 1964 року з «трохи червонуватим кольором обличчя та напівзагостреними вухами». Через занепокоєння Родденберрі, що висадка на Марс може відбутися до кінця серіалу, рідна планета Спока була змінена. Лі Грінвей провів початкові випробування макіяжу Німоя, але через 4—5 днів Фреда Філліпса попросили взяти на себе це завдання. Філліпс, у свою чергу, попросив Джона Чемберса створити вуха Спока, оскільки той працював над отриманням відповідного відтінку червоного для шкіри Спока; від цієї ідеї пізніше відмовилися на користь жовтого відтінку через відображення на чорно-білих телевізорах. Німой зненавидів вигляд вух, і Родденберрі пообіцяв йому, що якщо він все ще буде незадоволеним до 13-го епізоду, вони знайдуть спосіб їх змінити. Керівництво NBC також було стурбоване, оскільки вони вважали, що вигляд вух надавав персонажу сатанинського вигляду.
За наполяганням Родденберрі, Спок був єдиним персонажем, збереженим для другого пілотного епізоду «Куди не ступала нога людини». Однак NBC вимагав, щоб він був лише фоновим персонажем, і коли серіал з ним вийшов на екран, кінчики вух Спока були намальовані на рекламних матеріалах. Саме під час ранніх епізодів, таких як «Корбомитний маневр» і «Чистий час», Німой зрозумів природу персонажа. Після 8 епізодів керівники NBC поскаржилися Родденберрі, що в серіалі недостатньо Спока; розпочалася «Спокманія». У відповідь на це Споку зробили більш помітну роль у серіалі, зокрема, головну роль в епізоді «Ця сторона раю» замість Хікару Сулу. Популярність персонажа спричинила конфлікти з Шетнером, і поширилися чутки, що Шетнера збираються виключити з акторського складу серіалу, та замінити його в головній ролі Німоєм у ролі Спока. Затягнутий перегляд контракту на початку другого сезону призвів до того, що Родденберрі задумався над тим, замінити Німоя та Спока, чи ні. На роль Спока серйозно розглядалися Марк Ленард і Лоуренс Монтень.
Проте в подальшому образ Спока продовжив розвиватися, а Німой створив вулканський салют під час зйомок епізоду «Час шаленства». Він був заснований на єврейському жестовому благословенні, яке він бачив у дитинстві. Протягом зйомок другого сезону між Німоєм і Родденберрі виникли натягнуті стосунки, і до кінця року вони спілкувалися лише офіційними листами. Після відходу продюсера Джина Л. Куна, та відходу Родденберрі під час третього сезону Німой виявив, що сценарій для Спока погіршився. Зокрема, йому не сподобалося, що персонажа дурять під час епізоду «Мозок Спока». Міжрасовий поцілунок між Кірком і Ухурою в епізоді «Пасинки Платона» сценаристи задумували як між Споком і Ухурою, але Шетнер переконав їх змінити це рішення.
За роль Спока Леонард Німой був тричі номінований на премію «Еммі» як «Найкращий актор другого плану в драматичному серіалі», і залишається єдиним актором «Зоряного шляху», номінованим на «Еммі».

### Спроби відродження серіалу та фільми франшизи

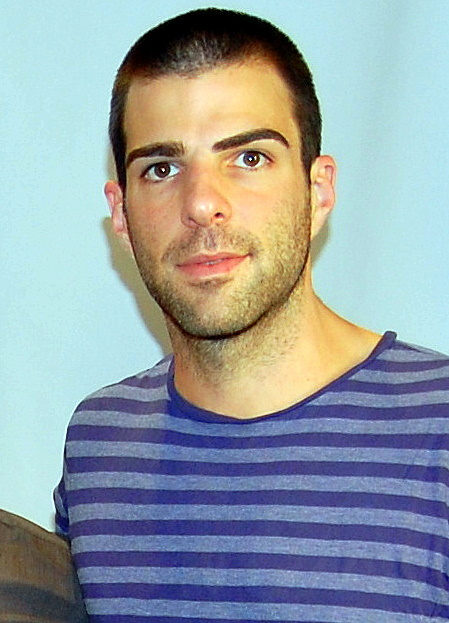
Закарі Квінто отримав роль Спока у фільмі «Зоряний шлях» 2009 року та двох його продовженнях.

Леонард Німой погодився повернутися до ролі Спока під час однієї зі спроб на початку 1970-х років створити фільм «Зоряний шлях» під назвою «Зоряний шлях: Божественна річ», але відмовився від участі після того, як його роль Спока використали без дозволу для реклами пива «Heineken». Його переконали повернутися до ролі Спока як головної ролі у запланованому фільмі «Похід» під назвою «Планета титанів», який мав зняти Філіп Кауфман. Коли цей проєкт було закрито на користь нового телевізійного серіалу «Зоряний шлях: Фаза ІІ», то стало відомо, що Німою Родденберрі запропонував лише епізодичну роль, тому він взагалі відмовився від участі в цьому серіалі. Коли було прийнято рішення перетворити сценарій пілотного телевізійного серіалу на фільм «Зоряний шлях», режисер Роберт Вайз наполягав на тому, щоб Німой повернувся в ролі Спока, що вдалося лише завдяки Джеффрі Катценбергу, який змусив кінокомпанію «Paramount» вирішити суперечку з Німоєм щодо ліцензування використання його зображення. Як і в серіалі, Німой, користуючись акторською майстерностю, часто не змінював образ персонажа між дублями.
Незадоволений першим фільмом франшизи, Німой не хотів повертатися до знімальної групи фільму «Зоряний шлях 2: Гнів Хана», але його переконала обіцянка драматичної сцени смерті персонажа. Німою настільки сподобався задум фільму, що, незважаючи на смерть свого персонажа на екрані, він хотів повернутися для його продовження. Успіх фільму дозволив Німою успішно домовитися про режисуру наступної частини на додаток до короткої появи в ролі Спока, який ожив. Новий фільм «Зоряний шлях 3: У пошуках Спока» був настільки успішним, що Німоя знову попросили зняти фільм «Зоряний шлях 4: Подорож додому». Наступний фільм серії «Зоряний шлях 5: Останній кордон», знятий Вільямом Шетнером, спочатку був неприйнятним для Німоя, оскільки в ньому Споку необхідно було зрадити Кірка, та стати на бік свого тільки представленого зведеного брата Сайбока. Німой відчув, що його персонаж уже змирився зі своєю людською стороною, тому Сайбок не матиме на нього впливу, і змусив змінити сценарій фільму перед підписанням. Пізніше Німой організував зйомки фільму «Зоряний шлях 6: Невідкрита країна», обравши режисера, сценаристів і продюсерів. Щоб провести перехід до серіалу «Зоряний шлях: Наступне покоління», який знімався одночасно з «Зоряний шлях 6: Невідкрита країна», Німой погодився з'явитися в ролі Спока в епізоді нового серіалу «Об'єднання». Пізніше Німой відмовився від режисерської ролі у фільмі «Зоряний шлях: Покоління», оскільки хотів переробити сценарій, і відмовився від нової ролі Спока, тому що по суті це було лише епізодичною появою, і репліки його персонажа згодом були передані Скотту.
Під час перегляду на ролі у фільмі «Зоряний шлях» 2009 року Німою також запропонували висловити свою думку. Він відзначив роботу Закарі Квінто, оскільки відчував, що він виглядає схожим на персонажа, і може зобразити внутрішній процес мислення Спока. Квінто став першим актором, обраним для фільму, а Німой погодився повернутися як версія персонажа із початкового всесвіту франшизи. Німой сказав, що повернувся внаслідок ентузіазму режисера Джей Джей Абрамса та сценаристів, а також тому, що це дало йому відчуття вдячності. Німой останній раз з'явився в ролі Спока у фільмі «Стартрек: Відплата», зробивши послугу Абрамсу. Тоді він не виключав повернення до ролі знову, але помер до початку зйомок наступного фільму. У фільмі «Стартрек: За межами Всесвіту» Спок в образі Квінто оплакує втрату Спока з основної часової лінії, якого грає Німой.

## Сприйняття персонажу
«З огляду на вибір, — сказав Німой через багато років після закінчення зйомок серіалу, — якби мені довелося бути кимось іншим, я був би Споком». Він згадав, більше ніж через 10 років після скасування показу серіалу:
«Феномен „Зоряного шляху“ продовжує мене дивувати та бентежити. Це було неймовірно, і це все ще є, хоча тепер воно м'якше, ніж було раніше. Якийсь час це була істерика — це було настільки дико, що я мусив бути дуже обережним, куди я йду. Якщо я пішов у ресторан, я повинен був спланувати свої входи та свої виходи, щоб мене не тиснули та не ображали. Те саме в готелях та аеропортах — у будь-якому громадському місці. Це вже не така істерика, але це все ще потужна сила.»
Оригінальний текст (англ.)
The "Star Trek" phenomenon continues to amaze and confound me. It was incredible, and it still is, although it is gentler now than it used to be. For a time, it was hysterical – it was so wild I had to be very careful where I went. If I went to a restaurant, I had to plan my entrances and my exits so I wouldn't be mobbed and hurt. Same thing in hotels and airports – any public place. It isn't that hysterical any more, but it is still a potent force.
З самого початку публіка дуже позитивно, навіть фанатично, відреагувала на його героя, що «The Boston Globe» у 1967 році описав як «Спокманію». Найкращі знімки Спока стали популярними сувенірами, причому рідкісні знімки актора, в яких він сміється, були найціннішими. Німой повідомив, що "протягом 2 тижнів після ["Часу шаленства"] моя пошта зросла з кількох сотень листів до 10 тисяч на тиждень". Коли він з'явився в образі Спока як головний маршал параду в Медфорді у штаті Орегон у квітні 1967 року, тисячі людей зібралися, щоб отримати автографи: «Вони рвалися вперед так швидко, що я злякався, що когось розчавлять до смерті; а потім вони почали тиснути на трибуні так сильно, що почало хитатися під моїми ногами!» Після того, як мене врятувала поліція, «я вирішив, що ніколи більше не буду з'являвся публічно в образі вулканця», — заявив Німой.
Шанувальники ставили Німою запитання про тогочасні явища, такі як війна у В'єтнамі та ЛСД, ніби він був вченим з Вулкана; один навіть попросив актора покласти руку на очі друга, щоб вилікувати їх. Коли дівчина іншої раси написала запит про пораду щодо того, як боротися з переслідуваннями як «напівкровки», Німой відповів, що молоді вулканці так само ставилися до Спока, і що вона повинна, як і він, «усвідомити різницю між популярністю та справжної величчю». Актор вважав, що персонаж сподобався глядачам, особливо підліткам, оскільки:
«Спок розуміє травму людського існування, адже він не вдома з землянами чи вулканцями; він може функціонувати лише у сфабрикованому й акуратно впорядкованому суспільстві „Ентерпрайза“. Там він знає, хто він; він дуже специфічно ставиться до своєї ролі, і це надає йому якусь крутість.»
Оригінальний текст (англ.)
Spock understands the trauma of human existence, for he is not home with earthmen or Vulcan; he can function only in the fabricated and neatly ordered society of the Enterprise. There, he knows who he is; he relates to his role very specifically, and this gives him a kind of cool.
На подив Німоя, Спок став секс-символом; Айзек Азімов описав персонажа як «захисну ковдру з сексуальними відтінками», а Німой повідомив: «Я ніколи раніше не мав такої жіночої уваги на знімальному майданчику. І зрозумійте: усі вони хочуть торкнутися вух!». Коли молода жінка запитала: «Чи знаєте ви, що ви є джерелом еротичних мрій для тисяч і тисяч жінок у всьому світі?», він відповів: «Нехай усі ваші мрії здійсняться». Німой припустив, що Спок так говорив жінці, тому що:
«Спускається незнайомець — високий, темний, задумливий, чужий і екзотичний. Дещо диявольський на вигляд. Він має блискучий розум, мудрість патріарха і о, такий крутий. Піднявши одну брову, він припускає, що він вище ігор і рольових ігор — які є лише пережитками вікторіанської доби Землі — що він і тільки він розуміє найглибші потреби та прагнення земної жінки.»
Оригінальний текст (англ.)
Down comes a stranger—tall, dark, thoughtful, alien and exotic. Somewhat devilish in appearance. He has a brilliant mind, the wisdom of a patriarch and is oh, so cool. With one raised eyebrow, he suggests he is above game-playing and role-playing—which are just hangovers from Earth's Victorian Age—that he and he alone understands the deepest needs and longings of the Earth female.
NASA зробило Спока неофіційним талісманом. Німоя запросили стати почесним гостем на обіді Національного космічного клубу в березні 1967 року та здійснити екскурсію Центром космічних польотів Годдарда в Гринбелті у штаті Меріленд. З теплого та гарячого прийому, який він отримав, актор дійшов висновку, що астронавти, зокрема Джон Гленн, і інженери аерокосмічної промисловості, секретарі й акціонери вважали «Зоряний шлях», а особливо персонажа Спока, «мистецьким описом майбутнього своєї космічної програми».
Астероїд сімейства Еос, відкритий 16 серпня 1971 року, був названий Споком на честь кота першовідкривача Джеймса Б. Гібсона (його назвали Споком, тому що він також був «незворушним, логічним, розумним і мав гострі вуха»).
Спок надихнув багатьох починаючих вчених та інженерів. Німой сказав, що багато хто з них, зустрівшись з ним, дуже хотіли показати йому свою роботу та обговорити її з ним, наче він був науковим колегою, а не актором, фотографом і поетом. Його звичайною відповіддю в таких ситуаціях була такою: «Звичайно виглядає, що ви рухаєтесь у правильному напрямку».
У 2004 році Спок посів 21-ше місце в списку 100 найкращих телевізійних персонажів журналу «Bravo». У 2008 році сайт UGO назвав Спока одним із 50 найкращих телевізійних персонажів. За словами Шетнера, велика частина акторської слави та інтересу засобів масової інформації до фільму «Зоряний шлях» дісталася Німою.
У 2012 році вебсайт IGN оголосив Спока, зображеного в оригінальному серіалі та фільмі 2009 року «Зоряний шлях», другим найкращим персонажем всесвіту «Зоряного шляху», а Кірк посів перше місце.
У 2016 році Адам Німой випустив документальний фільм «З любов'ю до Спока» про свого батька та його культового персонажа.
У 2017 році «Screen Rant» поставив Спока на п'яте місце серед найпривабливіших персонажів у всесвіті «Зоряного шляху» між Майкл Бернем і Сьомою з Дев'яти. У 2018 році сайт включив Спока до вісімки найяскравіших персонажів «Зоряного шляху» (включно з пізнішими серіалами).
У 2018 році сайт CBR назвав Спока шостим найкращим персонажем Зоряного флоту у франшизі «Зоряний шлях».

### Реакція на смерть Спока
Перший публічний показ фільму «Зоряний шлях 2: Гнів Хана» відбувся на науково-фантастичній конгресі в Оверленд-Парку в штаті Канзас 8 травня 1982 року, майже за місяць до загального прокату. Хоча керівники «Paramount» були стурбовані тим, що смерть Спока настроїть шанувальників проти фільму, публіка насправді аплодувала після сцени смерті Спока. «Це було сенсаційно. Я ненавиджу, коли мені дають найвищі оцінки, але він досяг абсолютно всього, чого ми хотіли. Я не міг бажати нічого кращого», — сказав співпродюсер Роберт Саллін про реакцію перших глядачів.
Реакція кінокритиків на смерть Спока була неоднозначною. Кінокритик Роджер Еберт похвалив смерть Спока: «У фільмі „Зоряний шлях 2: Гнів Хана“ він робить вибір, який зробив би лише герой, дурень або вулканець. І коли він приймає рішення, фільм доходить до однієї з найкращих сцен, тому що історії „Зоряного шляху“ завжди були найкращими, коли вони зосереджувалися на своїх героях». І навпаки, Гарі Арнольд із «The Washington Post» стверджував, що смерть Спока «схожа на непотрібний поворот, і творці фільму, очевидно, були добре підготовлені до фальсифікації, якщо публіка вимагатиме нового продовження».
Через 25 років смерть Спока у фільмі «Гнів Хана» за версією Total Film посіла друге місце у списку 25 найкращих моментів із франшизи «Зоряний шлях», і перше місце у списку 10 найкращих моментів із фаншизи «Зоряний шлях» за версією IGN Movie.

### Зоряний шлях (2009 рік)
Тай Берр із «The Boston Globe» описав гру Закарі Квінто у фільмі 2009 року як «щось особливе» і заявив, що зовнішній вигляд Німоя «несе набагато більше емоцій, ніж ви очікували». Журнал «Slate» написав, що Квінто зіграв Спока «на кілька градусів холодніше», ніж Німой надав оригінальному персонажу. «Entertainment Weekly» писав, що Квінто «… надає Споку новий шар холодно-тліючої сексуальної привабливості, [і] Квінто робить фантастичну роботу, зберігаючи спокійну поверхню Спока, яка не потіє, але стає тихо гарячою та пульсує під нею.».

## Вплив на культуру
Спока пародіювали, він також надихав на створення творів поп-культури, про що писалось у різних мас-медіа. Альбом «Solo Keyboard Album» композитора і клавішника Джорджа Дюка 1976 року містить два треки, які вшановують Спока: «Spock Gets Funky» і «Vulcan Mind Probe». Рок-гітарист Пол Гілберт написав пісню «Mr. Spock» для свого альбому «Space Ship One». Шведський синт-поп-гурт SPOCK створює музику під сильним впливом всесвіту «Зоряного шляху». Взявши роль Спока, Леонард Німой записав кілька нових пісень, першою з яких була «Highly Illogical», у якій Спок вказав на недоліки людської думки, такі як стосунки, автомобілі та жадібність. Друга пісня, «A Visit to a Sad Planet», була темнішою за тоном і розповідала історію Спока, який відвідав Землю в майбутньому і виявив, що вона була зруйнована війною, насильством і екологічною безвідповідальністю. За словами автора коміксів і редактора Боба Будянскі, персонаж «Трансформерів» Шоквейв був створений під впливом Спока. Утилітарна точка зору Спока про те, що «потреби багатьох переважають потреби небагатьох», цитується в судовому рішенні, винесеному Верховним судом Техасу. Костюм Леонарда Німоя у другому сезоні Спока продавався на аукціоні за понад 75 тисяч доларів.
Фізична поява Спока в епізоді оригінального серіалу «Дзеркало, дзеркало» (вийшов на екрани в 1967 році) сама породила образ архетипу «злого близнюка», який можна знайти в різних жанрах художньої літератури. У цьому епізоді кілька членів «Ентерпрайзу» потрапляють до паралельного світу, населеного злими версіями самих себе. Версія Спока з паралельного світу фізично відрізняється своєю цапиною борідкою. Науково-фантастичний блог io9 писав, що борода Спока в епізоді представляє «найкращу відмінність злих дублікатів паралельного світу». Приклади появи злої цапиної борідки в інших творах включають основні сегменти епізоду № 611 телесеріалу «Таємничий театр 3000 року», «злого близнюка» Бендера-згинача у «Футурамі», та епізод 2009 року «The Colbert Report» за участю Стівена Кольбера. і Дена Маффея, які носять фальшиві цапині борідки, прикидаючись злими версіями самих себе. Назва прогресивного рок-гурту «Spock's Beard» є прямим відсиланням до цапиної борідки Спока в цьому епізоді.

### Фанатські постановки
Окрім телебачення, художніх фільмів, книжок і пародій, Спока також зображували в неканонічних фанфіках. З 2004 року фанатський онлайн-серіал «Зоряний шлях: Нові подорожі» продовжує подальші подорожі скасованого продовження оригінального серіалу. Творці фан-серіалу вважають, що «Кірка, Спока, Маккоя та інших слід розглядати як „класичних“ персонажів, таких як Віллі Ломан із „Смерті комівояжера“, Ґандальфа з „Володаря кілець“ або навіть Гамлета, Отелло чи Ромео. Багато акторів мають і можуть грати ролі, кожен з яких пропонує різну інтерпретацію згаданого персонажа». У фанатському серіалі «Зоряний шлях: Нові подорожі» у ролі Спока зіграли 3 акторів, Джеффрі Квінн у пілотному та перших трьох епізодах, Бен Толпін у епізодах 4 та 5 та Брендон Стейсі в епізодах 6—11. Стейсі також виступав дублером Закарі Квінто у фільмі «Зоряний шлях» 2009 року.
У незалежному фанатському онлайн-серіалі «Зоряний шлях триває», який виходив між 2013 і 2017 роками, в ролі Спока грає Тодд Габеркорн в 3 коротких та 11 повних епізодах.
У книзі наукового ілюстратора Дженні Паркс «Коти Зоряного шляху» 2017 року Спок зображений як орієнтальна кішка.

### «Спокінг» канадських 5-доларових купюр
На канадських 5-доларових банкнотах портрет прем'єр-міністра Канади з 1896 по 1911 рік Вілфреда Лор'є домальовувався таким чином, щоб він виглядав як Спок. Ця практика ще більше поширилася після смерті Німоя в 2015 році.